# Aetideopsis albatrossae
Aetideopsis albatrossae är en kräftdjursart som beskrevs av Chung Kun Shih och Maclellan 1981. Aetideopsis albatrossae ingår i släktet Aetideopsis och familjen Aetideidae. Inga underarter finns listade i Catalogue of Life.